# Exortae in ista
Exortae in ista ist eine Enzyklika, mit der sich Papst Pius IX. am 20. April 1876 an die Bischöfe Brasiliens wandte. Der Papst verfasste eine Exhortatio in Form einer Enzyklika zur Frage des Auftretens der Freimaurer in den brasilianischen Diözesen von Olinda und Belém do Pará.